# Intermedio (periódico colombiano)
Intermedio fue un periódico colombiano que circuló en reemplazo del diario El Tiempo, al ser este clausurado durante la dictadura del general Gustavo Rojas Pinilla, en la madrugada del 3 al 4 de agosto de 1955, cuando las instalaciones del informativo fueron militarizadas y se impidió su proceso de producción de manera indefinida. El nuevo periódico fue la primera publicación de la Casa Editorial El Tiempo, creada por Eduardo Santos para utilizar los equipos de impresión en otros productos diferentes a El Tiempo.

## Antecedentes
El teniente general Gustavo Rojas Pinilla había asumido la presidencia de Colombia, mediante un golpe de Estado a Laureano Gómez, el 13 de junio de 1953, mientras este se encontraba retirado del poder debido a una enfermedad y había delegado sus funciones en el designado, Roberto Urdaneta Arbeláez. En el país imperaba la censura de prensa desde el gobierno de Mariano Ospina Pérez, y se recrudeció con sus sucesores Gómez y Urdaneta. Con Rojas, las cosas no cambiaron, y el detonante para la situación que condujo al cierre de El Tiempo, fue el caso de la muerte del periodista Emilio Correa Uribe, director de "El Diario" de Pereira, y su hijo Carlos Correa. La versión oficial indicaba que fallecieron en un accidente de tránsito, pero todas las informaciones conocidas mostraban que las dos personas habían sido asesinadas por un grupo de matones conservadores conocidos como Los Pájaros. Rojas Pinilla, durante una visita a Ecuador acusó a la prensa colombiana de mentir al respecto. Roberto García-Peña, director de El Tiempo, le envió un telegrama a Jorge Mantilla, director de El Comercio de Quito, sentando su posición y enfatizando que las muertes habían sido por asesinato y no por el choque de un vehículo.
El gobierno quiso obligar a El Tiempo a publicar en primera página durante treinta días, un escrito en el que se retractaba de sus afirmaciones y se excusaba con el presidente por haberlo "agraviado injustamente", pero sin decir que era una rectificación ordenada desde la presidencia. El texto era el siguiente:

"Damos en nombre de nuestro periódico y de nuestro señor director, Roberto García-Peña, públicas excusas al señor Presidente de Colombia y confesamos que incurrimos en un agravio injusto, ya que lo dicho por él en la rueda de prensa habida en la ciudad de Quito, es rigurosamente cierto".

García-Peña se negó rotundamente a emitir a la fuerza dicha rectificación y petición de perdón. La dictadura emitió el decreto 036, y oficialmente, al amanecer del 4 de agosto de 1955, El Tiempo fue clausurado. Horas más tarde, el ministro de Gobierno, Lucio Pabón Núñez, leyó el comunicado oficial a través de la Radiodifusora Nacional Unas semanas después, el propio Rojas Pinilla durante un discurso hizo alarde del hecho de haber eliminado a un medio que él consideraba su enemigo y una especie de superestado, diciendo que "a partir del 4 de agosto de 1955, el país ha quedado notificado de que el Jefe del Estado está en el palacio de los presidentes y no en la redacción de ningún diario".

## Aparición deIntermedio
Para no dejar sin trabajo a sus empleados y evitar la bancarrota, Eduardo Santos formó la Casa Editorial El Tiempo, redistribuyendo las acciones entre la Familia Santos, Roberto García-Peña, Abdón Espinosa Valderrama y otras personas de su entera confianza. Luego de obtener los permisos de rigor, Intermedio empezó a circular el 21 de febrero de 1956, bajo la dirección Enrique Santos Montejo "Calibán", hermano del expresidente Santos.
Intermedio utilizaba en su cabezote el mismo tipo de letra de El Tiempo, la diagramación era idéntica, y las secciones y columnas que se publicaban eran las mismas que salían habitualmente en el periódico clausurado. Incluso, los vendedores callejeros seguían anunciándolo como "El Tiempo", a pesar de no llamarse así. Su nombre fue escogido adrede para dar a entender que esta situación era algo provisional, de corta duración, como el entreacto de una obra de teatro, y que la dictadura de Rojas, más temprano que tarde iba a caer. Muestra de ello era que en la primera plana del número uno se publicó una caricatura de Hernando Turriago "Chapete", en la que un anciano actor, con un reloj de arena y una guadaña en la mano, parado en un escenario, saludaba a los asistentes diciéndoles: "Respetable público, mil gracias. Y a continuación, unos momentos de Intermedio". Sin embargo, también en aquella primera edición de doce páginas, Intermedio tuvo que publicar a regañadientes un comunicado del régimen en el que se ratificaba que la muerte de los Correa (hecho que desencadenó el cierre de El Tiempo), había sido producto de un accidente.
La relación del gobierno con el nuevo periódico fue ambivalente. Por un lado, en abril de 1956, Rojas les propuso a los hermanos Santos que volvieran a publicar El Tiempo, pero Eduardo Santos se negó y aseguró que su diario no regresaría mientras existiera la dictadura. De ahí en adelante, la censura pasó a ser un poco más flexible, pero, en contraprestación, se le ponían trabas a la importación del papel y demás insumos necesarios para la impresión.

## Caída de la dictadura, fin deIntermedioy regreso deEl Tiempo
A medida que el régimen de facto de Rojas iba desmoronándose, los enemigos de décadas anteriores, es decir, los dirigentes de los partidos liberal y conservador, Alberto Lleras Camargo y Laureano Gómez, respectivamente, fueron dándole forma a una estrategia para tumbar la dictadura. Así, mediante el Pacto de Benidorm, del 24 de julio de 1956, y el Pacto de marzo (de 1957), quedaron establecidas las bases de lo que después se denominó el Frente Nacional, que consistió en la alternancia democrática en el poder de ambos partidos y el reparto igualitario de los cargos públicos.
El clima político se hizo insostenible con el paro cívico nacional organizado por la mayoría de los sectores del país a partir del 5 de mayo de 1957: prensa, banca, industria, comercio, transporte y otros gremios de la sociedad interrumpieron sus actividades. Rojas Pinilla renunció, nombró en su reemplazo una Junta Militar y partió a la clandestinidad, el 10 de mayo de 1957. Ese mismo día Intermedio, al igual que su colega El Independiente (que circulada en sustitución de El Espectador) lanzaron ediciones extraordinarias, informando sobre el final de la dictadura.
Miles de personas salieron a las calles de Colombia a celebrar el derrocamiento del dictador. En Bogotá, un grupo de ellos se dirigió al edificio de El Tiempo. Los más eufóricos treparon por las barandas hasta el cuarto piso y arrancaron el letrero de "Intermedio", que había sido puesto encima del de "El Tiempo". En la edición del 11 de mayo, Intermedio informó que El Tiempo volvería a circular cuando Eduardo Santos regresara del exilio en Francia y hubiera garantías para reanudar su publicación. Esa garantía finalmente se dio al emitirse la Resolución 0199 del 4 de junio de 1957, que eliminó la orden de clausura contra El Tiempo de agosto de 1955.
Intermedio circuló por última vez el 7 de junio de 1957, en su edición 458. Este fue el párrafo final del editorial:

"No es una despedida la que estamos escribiendo. Mañana reanudaremos la batalla desde otra trinchera y ya al amparo de más propicios signos. Hemos tenido un intervalo fecundo, en ningún momento estático, permanentemente iluminado por honda fe en los invencibles valores espirituales de la patria. Vamos hacia adelante, hacia esa nueva república renacida del caos, del dolor y la desesperanza. El intermedio ha concluido. Va a alzarse el telón".

A manera de homenaje, al día siguiente, el 8 de junio de 1957, en la reaparición de El Tiempo, se publicó en la portada una caricatura de "Chapete", que era la segunda parte de la que salió en el número uno de Intermedio. En ella se ve al mismo actor anciano, parado en el escenario, con un reloj de arena y una guadaña en la mano, mientras yacen en el piso unas cadenas rotas. El anciano saluda al público con la frase de Fray Luis de León: "Como decíamos ayer..."

Igualmente, "Calibán" resumió en su columna Danza de las Horas, lo que había sido el trasegar de Intermedio en las difíciles condiciones en las que tuvo que circular, y como, terminada su misión, le daba paso al regreso de El Tiempo:

"Así desaparece Intermedio por el foro. Y como en los viejos dramas, sólo nos resta a los actores pedirle al pueblo un aplauso, que es la única recompensa a la que aspiramos. Y El Tiempo sigue su marcha, aun cuando en realidad nunca la suspendió. Los chicos voceadores se negaron a ratificar la clausura de El Tiempo, y con ese viejo nombre de batalla lo pregonaban en las calles y plazas. En los talleres, en la redacción, en la administración, actuaba, abnegado y valiente -con muy pocas excepciones- el mismo personal de El Tiempo. La orientación no se modificó ni en una línea. La brújula marcaba el mismo norte".